# Rada Organizacji Społecznych i Gospodarczych Ziem Wschodnich
Rada Organizacji Społecznych i Gospodarczych Ziem Wschodnich – organizacja kresowa w II Rzeczypospolitej, powołana w celu rozbudowy organizacji obejmujących wszystkie warstwy bez różnicy wyznania i narodowości.
Do jej władz weszli m.in.: biskup Zygmunt Łoziński, Eustachy Sapieha, Jerzy Osmołowski, Aleksander Lednicki, Michał Obiezierski.